# Pine Grove (Kalifornija)
Pine Grove je naseljeno područje za statističke svrhe u američkoj saveznoj državi Kalifornija. Prema popisu stanovništva iz 2010. u njemu je živjelo 2.219 stanovnika.